# دولرن
دولرن (به آلمانی: Dollern) یک شهر  در آلمان است که در Horneburg واقع شده‌است. دولرن ۱٬۷۴۷ نفر جمعیت دارد.